# غیرقانونی (ترانه پینک‌پانترس)
«غیرقانونی» (به انگلیسی: Illegal) ترانه‌ای از خواننده و تهیه‌کنندهٔ موسیقی انگلیسی پینک‌پانترس می‌باشد که در ۶ ژوئن سال ۲۰۲۵ از سوی وارنر رکوردز به‌عنوان سومین تک‌آهنگ از دومین میکس‌تیپ وی تحت عنوان چقدر غیرمنتظره (۲۰۲۵) منتشر گردید. این قطعه از «تاریک و طولانی (قطار تاریک)» از آندرورلد  نمونه‌برداری کرده است.